# Civil War (Band)

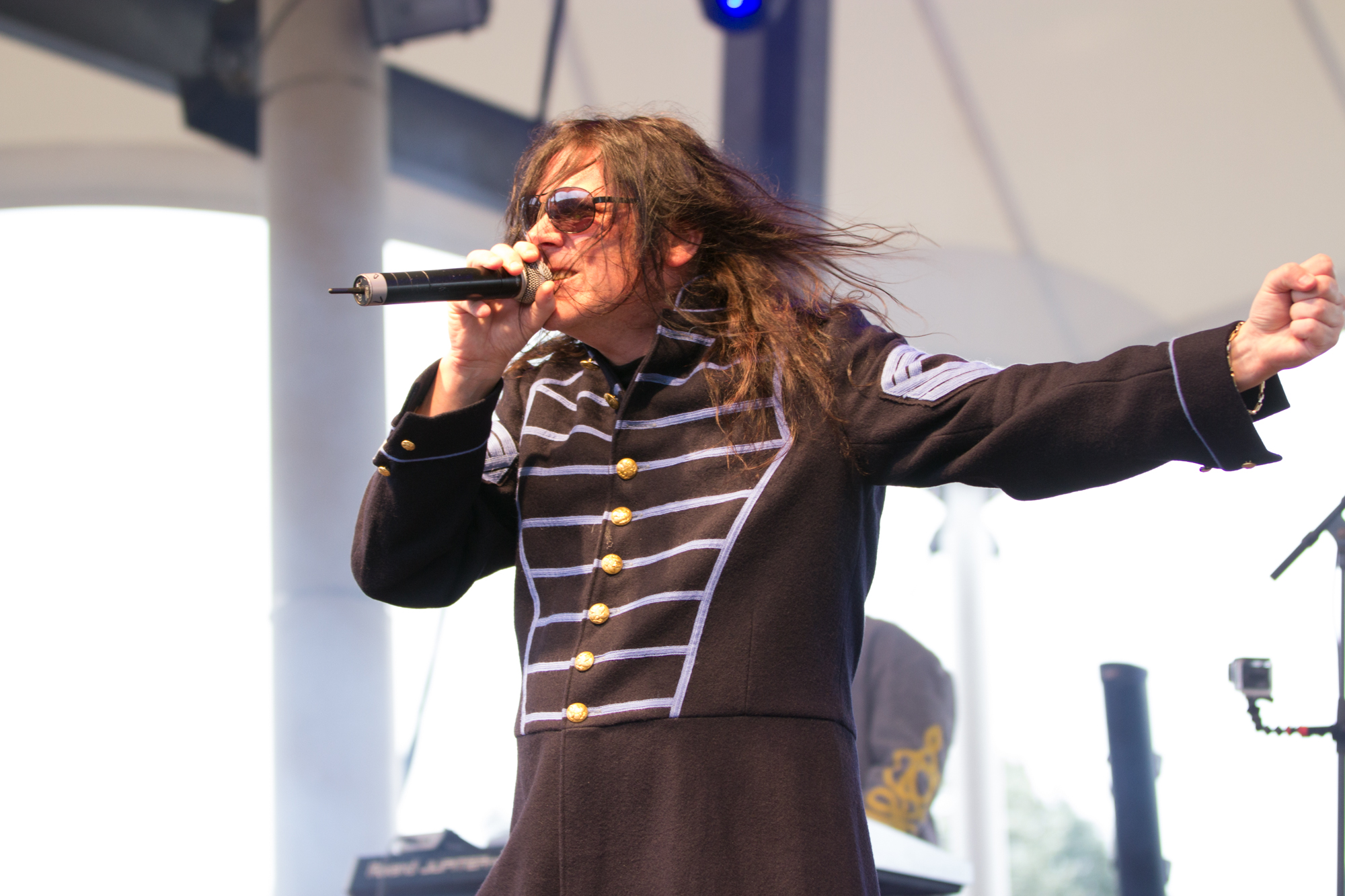
Sänger Nils Patrik Johansson auf einem Konzert in Gelsenkirchen (2015)

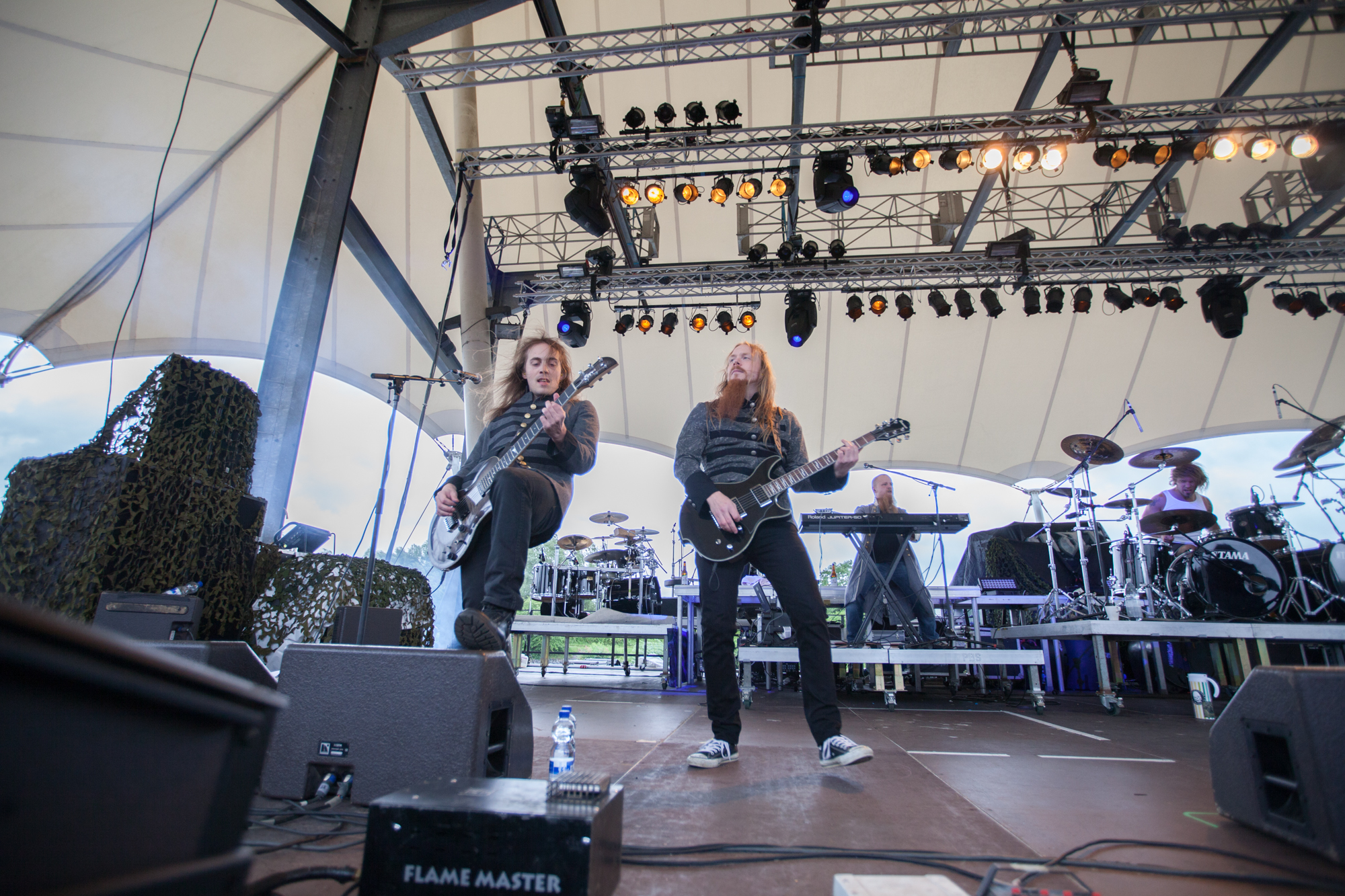
Petrus Granar und Rikard Sundén, im Hintergrund Daniel Mullback und Daniel Mÿhr (2015)

Civil War ist eine schwedische Power-Metal-Band, deren Texte sich mit historischen Themen beschäftigen. Sie ging 2012 zu großen Teilen aus der Faluner Band Sabaton hervor.

## Geschichte
Nachdem sich Oskar Montelius, Rikard Sundén, Daniel Mullback und Daniel Mÿhr 2012 von der Band Sabaton getrennt hatten, gründeten sie zusammen mit Nils Patrik Johansson, der auch Sänger der Band Astral Doors ist, die Band Civil War. Als Bassist wurde Stefan Eriksson eingesetzt. Der Name „Civil War“ war eine Idee Johanssons, der auch alle Texte schrieb und den Großteil der Musik komponierte.
Kurz nach der Gründung unterschrieben sie einen Plattenvertrag bei Despotz Records. Im Oktober 2012 wurde die erste EP Civil War veröffentlicht.
Nach der Veröffentlichung begannen die Arbeiten am ersten Album The Killer Angels, das nach mehreren Singles (I Will Rule the Universe, Saint Patricks Day und First to Fight) im Juni 2013 veröffentlicht wurde. Das Album verkaufte sich bis November 2013 über 20.000 Mal in Schweden und erreichte damit Gold-Status in der Heimat der Band.
Im Februar 2014 begann eine Europa-Tour und Gitarrist Petrus Granar ergänzte die Band als siebtes Mitglied. Zur selben Zeit wurde ein Vertrag bei dem Label Napalm Records unterschrieben, unter dem 2015 das Album Gods and Generals erschien. Kurz darauf verließen Oskar Montelius und Stefan Eriksson die Band.
Am 4. November 2016 erschien das dritte Album The Last Full Measure. Kurze Zeit später gab die Band überraschend den Austritt des Sängers Nils Patrik Johansson bekannt. Als neuer Sänger wurde Kelly Sundown vorgestellt, der sich schon als Sänger für unter anderem Adagio, Beyond Twilight, Outworld und als Toursänger von Firewind einen Namen gemacht hatte.
Am 12. März 2021 gab die Band auf ihren Social-Media-Kanälen bekannt, dass Rikard Sundén die Band im Februar verlassen habe und der ehemalige Sabaton-Gitarrist Thorbjörn Englund sein Nachfolger sein werde.

## Stil
Stehen bei Sabaton seit Primo Victoria, bis auf wenige Ausnahmen, ausschließlich militärhistorische Themen im Vordergrund, ist der Fokus bei Civil War zum Teil auf anderen historischen Themen, Beispiele sind Schindler's Ark, St. Patrick's Day, Tombstone und Gangs of New York.
Die Band sieht sich als Undergroundband. Keyboarder Daniel Mÿhr beschreibt Civil War als eine Mischung aus „ein wenig Sabaton und ein wenig DIO“.

## Diskografie

### Studioalben
| Jahr | Titel Musiklabel                     | Höchstplatzierung, Gesamtwochen, AuszeichnungChartplatzierungen (Jahr, Titel, Musiklabel, Platzierungen, Wochen, Auszeichnungen, Anmerkungen) | Höchstplatzierung, Gesamtwochen, AuszeichnungChartplatzierungen (Jahr, Titel, Musiklabel, Platzierungen, Wochen, Auszeichnungen, Anmerkungen) | Höchstplatzierung, Gesamtwochen, AuszeichnungChartplatzierungen (Jahr, Titel, Musiklabel, Platzierungen, Wochen, Auszeichnungen, Anmerkungen) | Anmerkungen                                            |
| Jahr | Titel Musiklabel                     | DE | CH | SE | Anmerkungen                                            |
| ---- | ------------------------------------ | --- | --- | --- | ------------------------------------------------------ |
| 2013 | The Killer Angels Despotz Records    | — | — | SE— GoldSE | Erstveröffentlichung: 11. Juni 2013 Verkäufe: + 20.000 |
| 2015 | Gods and Generals Napalm Records     | DE74 (1 Wo.)DE | — | SE38 (1 Wo.)SE | Erstveröffentlichung: 6. Mai 2015                      |
| 2016 | The Last Full Measure Napalm Records | DE95 (1 Wo.)DE | — | SE47 (1 Wo.)SE | Erstveröffentlichung: 4. November 2016                 |
| 2022 | Invaders Napalm Records              | DE71 (1 Wo.)DE | CH58 (2 Wo.)CH | — | Erstveröffentlichung: 17. Juni 2022                    |

### Singles und EPs
- 2012: Rome is Falling (Eigenproduktion)
- 2012: Civil War (EP, Despotz Records)
- 2013: I Will Rule the Universe (Despotz Records)
- 2013: Saint Patricks Day (Despotz Records)
- 2013: First to Fight (Despotz Records)
- 2016: Road to Victory (Napalm Records)
- 2019: Dead Man's Glory (Napalm Records)

### Musikvideos
- 2015: Bay of Pigs
- 2015: Braveheart
- 2016: Tombstone